# 南能北秀
南能北秀，又稱南顿北渐，为中国禅宗五祖弘忍门下的神秀与惠能二大弟子见处各异，因而发展成的不同系统禅学。因为開悟观的区别，两派差异则以“南顿北渐”分别。
神秀以长安與洛邑为中心教化北方，以循序漸進的方法指导門徒，令其逐漸了解佛法，称为“渐悟”，即北宗禅。
惠能以嶺南曹溪為中心教化南方，称“曹溪禅”，又稱南宗禪，不分阶段、顿速觉悟，则为“顿悟”。惠能之徒神會在滑台大會中與北宗禅辯論勝利，使南宗後來居上，成為了中國禪宗的主流，后世禅宗大多出自此系统。